# Pečovnik
Pečovnik je naselje u slovenskoj Općini Celju. Pečovnik se nalazi u pokrajini Štajerskoj i statističkoj regiji Savinjskoj. 

## Stanovništvo
Prema popisu stanovništva iz 2002. godine naselje je imalo 259 stanovnika.